# Радка Денемаркова
Радка Денемаркова (народилася 14 березня 1968, Кутна Гора) — чеська письменниця-прозаїк, драматург, телесценаристка, перекладачка, есеїстка.
Денемаркова — єдина чеська письменниця, яка чотири рази отримувала премію Magnesia Litera (у різних категоріях — за прозу, нон-фікшн, переклад і Книжка року). Її твори перекладено 23 мовами.

## Біографія
Денемаркова вивчала німецьку та чеську мови на факультеті мистецтв Карлового університету, отримавши докторський ступінь у 1997 році. Згодом працювала науковим співробітником в Інституті чеської літератури Академії наук Чеської Республіки та була радником драматичного театру Na zábradlí у Празі. З 2004 року працює фрілансером .
Живе в Празі з дочкою Естер і сином Яном
Лауреатка численних нагород та премій. Книга «Гроші від Гітлера» вийшла 2022 р. в українському перекладі (видавництво «Комора»).

## Книги
- Hodiny z olova [Свинцевий годинник]. 2018 рік. Брно: Хост. 752стор.ISBN 9788075774743 .[6]
- MY 2 / US 2. 2014 рік. Літературний оригінал до художнього фільму.[7]
- Příspěvek k dějinám radosti [Внесок до історії радості]. 2014 рік. Роман.[8]
- Spací vady [Порушення сну]. 2012 рік. Книжкове видання вистави театру.[9]
- Kobold. Přebytky něhy & přebytky lidí [Кобольд: Надлишок ніжності і надлишок людей]. 2011 рік. Подвійний роман. Уривки опубліковані англійською мовою.[10]
- Smrt nebudeš se báti aneb příběh Petra Lébla [Смерть, не бійся, або Історія Петра Лебла]. 2008 рік. Документальний роман.[11]
- Peníze od Hitlera [Гроші від Гітлера]. 2006 рік. Роман.[12] — перекладений українською мовою (видавництво «Комора», 2022).
- A já pořád kdo to tluče [в англійському перекладі — Диявол коло носа]. 2005 рік. Роман.[13]
- Sám sobě nepřítelem [Сам собі ворог]. 1998 рік. Книга про чеського режисера театру і кіно Евальда Шорма.[14]